# Altonaer Fußball-Club von 1893
El Altonaer Fußball-Club von 1893 e.V., comúnmente conocido como Altona 93 (AFC), es un club deportivo del distrito de Altona, distrito de Hamburgo,  que era una ciudad independiente en el momento en que se fundó el club en 1893. Ofrece deportes de fútbol, balonmano, kárate, voleibol y roller derby.
El equipo de fútbol juega en la Regionalliga Nord, la cuarta división de Alemania, desde la temporada 2025-26. 

## Palmarés
- Campeonato del Norte de Alemania: 2

1909, 1914
- Oberliga Hamburg: 2

2019, 2025
- Oberliga Hamburg/Schleswig-Holstein: 1 (IV)

1996
- Verbandsliga Hamburg: 2 (II)

1948, 1950
- Landesliga Hamburg-Hansa: 1 (IV)

1972
- Landesliga Hamburg-Hammonia: 1 (V)

1983
- Copa de Hamburgo: 4

1984, 1985, 1989, 1994